# Vidéo poésie

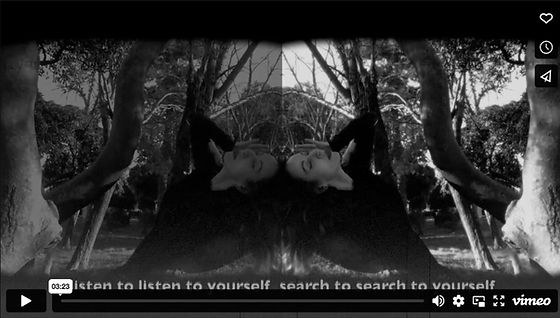
Cercare Cercarsi, vidéopoésie de 2019.

La vidéopoésie (ou vidéo poésie) est l'aboutissement logique des idées mises en pratique par la poésie multimédia (sans l'interactivité parfois en usage dans cette dernière). Elle est une poésie qui utilise toutes les possibilités offertes par l'art vidéo.

## Définition
L'expression anglaise « videopoetry » est utilisée en 1982 par le poète Tom Konyves. La vidéopoésie est un genre de création hybride alliant généralement l'image, le son et le texte. Les vidéopoèmes sont au croisement de l'écriture poétique, de l'oralité, de la vidéo et du cinéma. Bien qu'on retrouve des mélanges de poésie et de cinéma dès le début du cinéma ainsi que chez les mouvements artistique d'avant-garde, le développement des outils numériques et de l'Internet a accéléré la création vidéopoétique au début du XXIe siècle,. À l'instar du poème, le vidéopoème est de forme généralement courte. Le genre vidéopoétique est parfois l'occasion de collaborations entre les poètes et les réalisateurs ou les vidéastes, mais aussi avec des musiciens.

## Contexte
La disponibilité des caméras vidéo portables analogiques puis numériques, et enfin des téléphones portables facilitent le développement de la création vidéo. L'accès à l'internet et la naissance de plateformes de vidéo telles que DailyMotion, YouTube, et Vimeo rendent la publication et la circulation de la poésie vidéo plus faciles. YouTube donne notamment un nouvel essor à ce genre, nommé littéraTube.